# Wehrbauer
Wehrbauern waren Bauern, die von ihrer Obrigkeit zur Ausübung militärischer Tätigkeiten verpflichtet wurden und im Gegenzug meist einige Privilegien erhielten.

## Wehrbauerntum in Europa
Seit der Auflösung des Römischen Reiches im 5. Jahrhundert gab es in Mittel- und Westeuropa über tausend Jahre lang keine stehenden Heere. Eine Ausnahme war im Osten Europas das Byzantinische Reich. Im europäischen Mittelalter wurden Truppen nur dann aufgeboten, wenn ein Feldzug geplant war oder gegen eine feindliche Invasion vorgegangen werden musste. Dadurch wurde es den militärischen Befehlshabern ermöglicht, mit ihren Truppen weit in gegnerisches Territorium vorzudringen, bevor mit Widerstand gerechnet werden musste. Eine Gegenmaßnahme stellte der massive Bau von Burgen in gefährdeten Gebieten dar, doch war dies mit enormen Kosten und einem hohen Zeitaufwand verbunden. Zu Beginn der Frühen Neuzeit wurde dieses Problem noch erheblicher, da die zu Beginn des 16. Jahrhunderts aufkommenden Artilleriefestungen noch weitaus kostspieliger als Burgen waren. Deshalb versuchten mehrere europäische Herrscher der Frühen Neuzeit, durch so genannte Wehrbauern die Grenzen ihres Reiches zu verteidigen.
Bei den Wehrbauern handelte es sich um meist unfreie Bauern, die in einer Grenzregion lebten. Ihnen wurde aufgetragen, ihr Land so lange gegen einfallende Feinde zu verteidigen, bis die regulären Truppen herangeführt werden konnten. Als Gegenleistung für diese gefährliche Aufgabe wurden ihnen Freiheiten zugestanden, zu denen neben der persönlichen Freiheit auch die Abgabenfreiheit zählen konnte. Dies stellte für die große Masse von Leibeigenen und hörigen Bauern einen Anreiz dar, sich in einem Grenzgebiet niederzulassen.

## Der Gyepű der Ungarn
Beim Aufbau der ungarischen Verwaltung ab dem 10. Jahrhundert wurde der Grenzschutz der nach Art der ungarischen Nomaden eingerichtet. Der Gyepű, ein System von hintereinanderliegenden Linien mit Erdburgen und Grenzwächtersiedlungen, schützte einerseits das ungarische Binnenland nach außen und andererseits die einzelnen Stammesniederlassungen der Ungarn untereinander. Das dazwischen liegende, kaum besiedelte Gyepűelve hatte anfangs eine Ausdehnung von ungefähr 10 bis 40 Kilometern. Hier lebten nur die Grenzwächter als freie Bauern, die zusätzlich entweder Bogenschützen oder Beobachter waren. Dieses System wurde ab Mitte des 13. Jahrhunderts allmählich aufgegeben, nachdem es sich beim Mongolensturm von 1241 als wenig wirksam erwiesen hat, und durch ein System aus standfesten Steinburgen ersetzt.

## Grenzer in Österreich-(Ungarn)
Insbesondere im Habsburgerreich setzte man auf Wehrbauern, die seit den 1530er Jahren den kroatischen Teil der Grenze gegen die türkischen Osmanen verteidigten. Dabei hatten sie einen nicht unerheblichen Anteil an der Behauptung der Habsburger gegen ihre osmanischen Feinde. Bis in das 19. Jahrhundert hinein übernahmen Wehrbauern die Verteidigung der österreichisch-ungarischen Militärgrenze.

## Kosaken im Russischen Reich
Auch in Russland setzte man seit dem 16. Jahrhundert Wehrbauern ein. Die meisten Wehrbauern in russischen Diensten waren Kosaken, bei denen es sich ursprünglich um entflohene russische und ukrainische Leibeigene handelte, die in den Steppengebieten nördlich des Schwarzen Meeres eine eigene Gemeinschaft und Kultur entwickelt hatten. Im 18. Jahrhundert gingen viele wehrfähige Kosaken in der leichten Reiterei der russischen Armee auf.
Auch in Mitteleuropa gab es während des Dreißigjährigen Krieges Versuche, Wehrbauern zur Landesverteidigung einzusetzen. Da das Heilige Römische Reich zu dieser Zeit von zahlreichen, oftmals plündernden Heeren heimgesucht wurde, mussten die Landesfürsten jederzeit mit der Verwüstung ihres Territoriums rechnen, während ihr Hauptheer möglicherweise an einem weit entfernten Schauplatz kämpfte. Deshalb organisierten diverse Fürsten ihre Bauern in so genannten Landesdefensionen, die jedoch nur einen geringen militärischen Nutzen hatten.
Mit der Aufstellung von stehenden Heeren in den meisten europäischen Staaten verlor das Konzept des Wehrbauerntums im späten 17. Jahrhundert an Bedeutung.
Im 19. Jahrhundert war dem Eroberer und späteren Gouverneur von Algerien, Thomas Robert Bugeaud de la Piconnerie, daran gelegen, sein Kolonisationswerk „ense et aratro“ – mit „Pflug und Schwert“ – zu vollziehen, wie es auch in seinem Familienwappen dargestellt wurde.

## Byzantinisches Reich
Einen Sonderfall stellten die Wehrbauern im Byzantinischen Reich dar, da deren Einbindung in die Themenverfassung essentiell für die gesamte Grenzverteidigung ab dem 7. Jahrhundert n. Chr. war. Diese so genannten Stratioten waren im Rahmen der Themenreform seit dem 7. Jahrhundert n. Chr. entstanden und waren nicht unfrei. Der Stratiot (stratiotos) verfügte über ein kleines Landgut, welches einen bestimmten Mindestwert haben musste. Von diesem Besitz musste er seinen Unterhalt und seine Ausrüstung bestreiten. Dieses System, welches lange Zeit das Überleben des byzantinischen Staates gewährleistet hatte, brach Ende des 10. Jahrhunderts zusammen. Es kam später zu einer Umwandlung in teils von den großen Grundherren abhängige Güter, die so genannten Pronoia. Diese Überführung des Landbesitzes in die Hände der Großgrundbesitzer schwächte die Wehrkraft des byzantinischen Staates und war mit ein Grund für dessen letztendlichen Untergang.

## Nationalsozialismus
Während des Nationalsozialismus gab es Überlegungen zur Errichtung eines Wehrbauerntums in Osteuropa. Für die Zeit nach dem Endsieg, d. h., nach der endgültigen Eroberung und Unterwerfung Europas, war die Zerschlagung der Sowjetunion als unabhängiger Staat und die Errichtung einer blutenden Grenze am Ural geplant. Diese sollte durch Bauern gesichert werden, die zugleich Soldaten waren, also durch Wehrbauern.
(Siehe auch: Reichskommissariat Ukraine, Reichskommissariat Ostland, Reichskommissariat Moskowien). Unter dem Motto „Windkraft für Wehrbauern“ nach einem eventuellen Endsieg wurden Anlagen einer geplanten dezentralen Energieversorgung im Rahmen des Generalplan Ost vorgeschlagen.